# Eddie Cheeba
Eddie Cheeba, né le 18 octobre 1956 dans le quartier de Harlem à New York et mort le 13 février 2024, est un disc jockey américain, un des pionniers du hip-hop à New York au début des années 1970.
Selon Chuck D de Public Enemy, « Eddie Cheeba était aussi important pour le hip-hop/rap qu'Ike Turner l'était pour le rock and roll ».

## Historique
Edward Sturgis naît et grandit au Harlem's Douglas Projects. Il s'implique dans différents groupes de funk et de soul. Au lycée, il s'exerce sur les platines pour devenir disc jockey. Il devient DJ dans les clubs disco. En 1974, il est assez bon pour quitter son emploi dans une banque et se consacrer pleinement à la musique.
Influencé par DJ Hollywood, dont il est un ami proche, il commence à créer ses propres raps pour motiver la foule, ce qui ajoute à sa popularité. Il crée son propre style, mélange de disco et de hip-hop, qui lui ouvre les portes de clubs dans toute la ville, aussi bien le Disco Fever dans le Bronx que le Small's Paradise ou la Charles' Gallery à Harlem, et le Club 371 dans le Queens. Il est considéré par beaucoup comme de DJ no 1 à New York au milieu des années 1970.
A l'instar de Grandmaster Flash avec les Furious Five ou Afrika Bambaataa avec la Soulsonic Force, Eddie Cheeba s'entoure d'un « crew » qui comprend, entre autres, sept danseuses et le DJ Easy Gee. Celui-ci remplace Cheeba aux platines pendant qu'il rappe.
Russell Simmons, le fondateur de Def Jam Recordings, se décide à faire carrière dans le hip-hop après avoir vu Eddie Cheeba se produire à la Charles' Gallery en 1977.
Le célèbre DJ Kurtis Blow sert un temps de doublure à Eddie Cheeba avant de partir voler de ses propres ailes. C'est Russell Simmons qui lui suggère le surnom de Blow, qui signifie « cocaïne » en argot, à l'exemple de Cheeba qui veut dire « marijuana ».
En 1979, Eddie Cheeba sort le disque de disco/funk/hip-hop Lookin' Good (Shake Your Body).
Dans les années 1980, Cheeba exerce son art en France et vit à Paris. De retour à New York en 1992, il investit dans une entreprise funéraire, ainsi qu'un service de limousine et de DJ.